# Yan Fu
Yan Fu (chinois simplifié : 严复 ; chinois traditionnel : 嚴復 ; pinyin : Yán Fù ; Wade : Yen² Fu⁴), né le 8 janvier 1854 et mort le 27 octobre 1921, est un écrivain chinois de la période moderne. Ses traductions d'œuvres philosophiques occidentales ont exercé une grande influence sur le mouvement intellectuel en Chine.

## Biographie
Officier de marine à l'origine, Yan Fu est l'un des membres les plus importants du mouvement réformiste chinois de la fin du XIXe siècle. Par ses traductions, ce classiciste à la prose concise a fait connaître pour la première fois au public chinois cultivé les œuvres de penseurs européens tels que Darwin, Huxley, Herbert Spencer, J.S. Mill, Adam Smith et Montesquieu. 

Les chefs du mouvement réformiste, Kang Youwei et Liang Qichao, sont profondément impressionnés par son œuvre dont ils ont consulté le manuscrit et s'approprient ses raisonnements dans leur programme.
Yan Fu avait fait partie des premiers étudiants chinois qu'on avait envoyés en Angleterre et en France étudier les questions de navigation et de marine. Il a découvert alors les œuvres de ces penseurs européens et entreprend de les traduire pendant son stage à l'Académie de marine de Greenwich. Il devient alors évident pour lui que se contenter de reprendre les conquêtes de la technique occidentale ne suffira pas à sauver la Chine et que celle-ci a également besoin du mode de pensée occidental. Il a donc un pas d'avance sur les réformistes de son époque qui gardent les yeux fixés sur la "technologie" occidentale. Yan Fu et les autres réformistes s'accordent sur la nécessité de créer un Parlement et d'abroger les concours pour les remplacer par un système d'éducation fondé sur le modèle occidental. 

Au lieu de participer activement à la vie politique, il préfère soutenir la cause de la réforme au travers de la traduction des œuvres des penseurs occidentaux. Comme beaucoup de réformistes, après la révolution de 1911, il se tourne vers le conservatisme. Après la Première Guerre mondiale, il se sent profondément déçu par les nations occidentales dont il avait expliqué la pensée à ses compatriotes. « Il me semble, écrivit-il, qu'au cœur de trois siècles de progrès, les peuples occidentaux se sont approprié quatre principes, être égoïste, tuer les autres, ne pas pratiquer la sincérité et ne ressentir aucune honte. Il en va tout autrement des préceptes de Confucius et de Mengzi qui sont aussi hauts et vastes que le ciel et la terre et qui sont faits pour le bonheur de tous les hommes. »
Yan Fu est également l'auteur de la musique du Gong Jin'ou (鞏金甌, littéralement "Que le calice d'or soit consolidé") qui fut le premier hymne national de la Chine et qui est aujourd'hui l'air de ralliement de la plupart des monarchistes chinois.

## Traductions
(D'après Jacques Gernet et Jacques Pimpaneau)

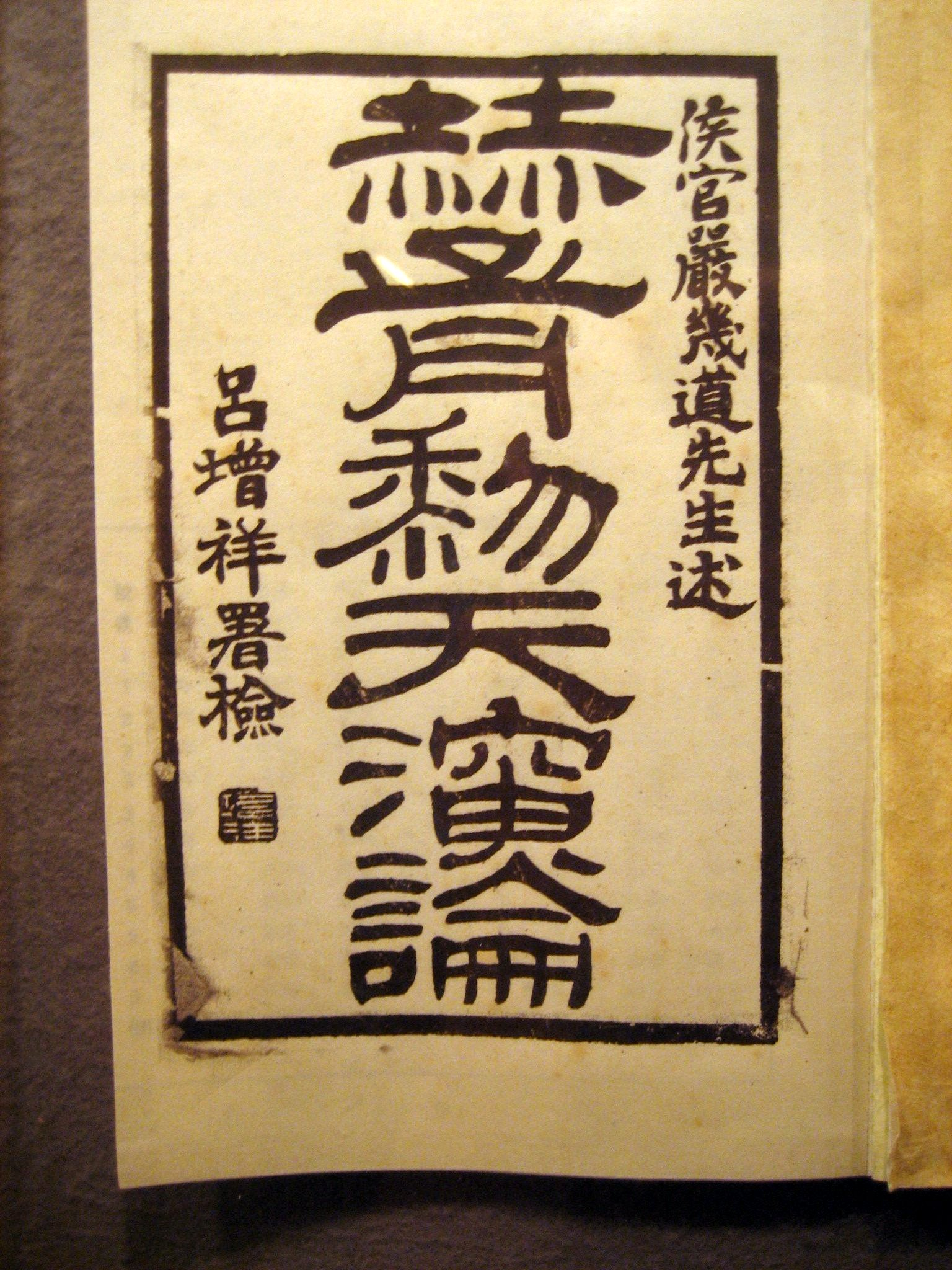
天演论 (Tiānyǎnlùn), traduction en chinois de Evolution and Ethics, de T. H. Huxley

- T. H. Huxley, Evolution and Ethics (天演論 / Tiānyǎnlùn, 1898)
- Adam Smith, The Wealth of Nations (原富 / Yuánfù, 1901)
- John Stuart Mill, System of Logic (穆勒名學 / Mùlè Míngxué, 1902)
- John Stuart Mill, On Liberty (群己權界論 / Qúnjǐquán Jièlùn, 1903)
- Herbert Spencer, The Study of Sociology (群學肆言 / Qúnxué Sìyán, 1903)
- Montesquieu, De l'esprit des lois (法意 / Fǎyì, 1904-1909)